# Florian Kainz
Florian Kainz (n. 24 octombrie 1992, Graz, Austria) este un fotbalist austriac care în prezent joacă în 2. Bundesliga la echipa 1. FC Köln pe postul de mijlocaș.

## Cariera de jucător
În luna iulie a anului 2014, după aproape un deceniu la Sturm Graz, Kainz s-a transferat la Rapid Viena pentru o sumă nedezvăluită. El a semnat un contract cu Rapid până în vara anului 2017.

## Cariera internațională
Kainz a debutat la echipa națională de seniori a Austriei în noiembrie 2015, intrând din postura de rezervă în meciul amical contra Elveției.